# Курокі Тамемото
Курокі Тамемото  (яп. 黒木 為楨 Курокі Тамемото,  1844 — 1923)  — японський генерал, граф.

## Біографія
Курокі Тамемото народився 3 травня 1844 року в місті Сацума в сім'ї самурая.

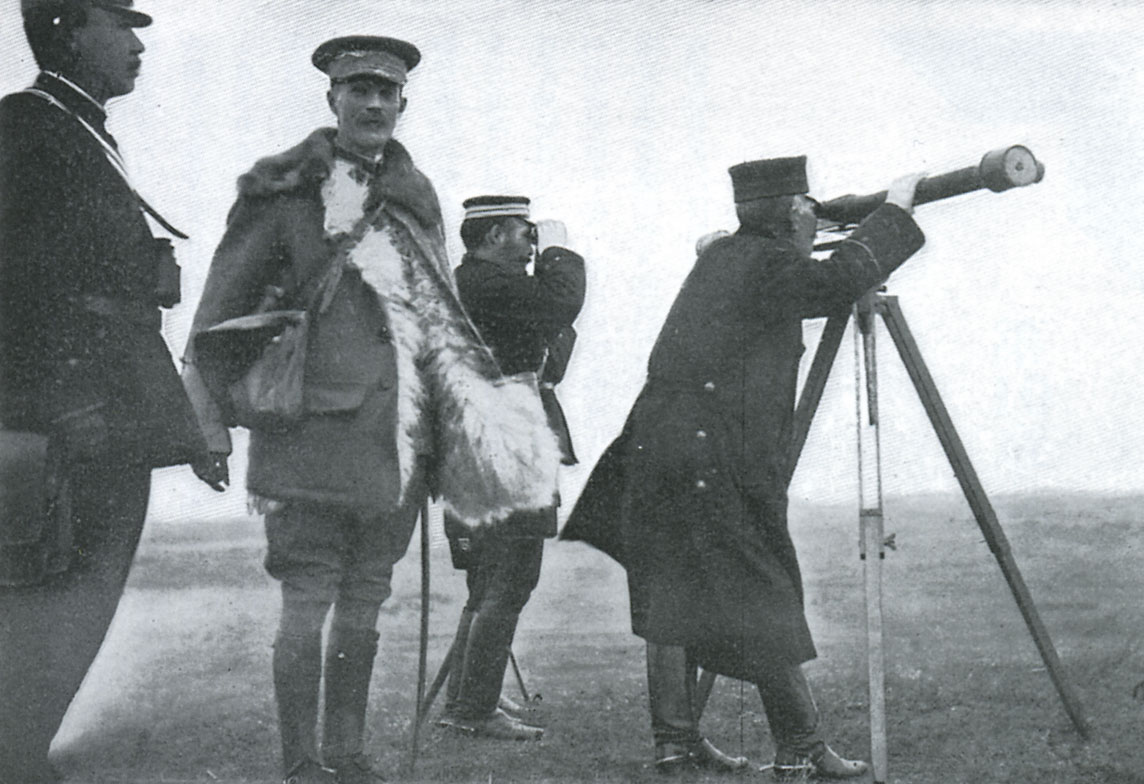
Курокі і Гамільтон, бій на річці Шахе (1904)

Під час війни Босін воював на боці проімператорських сил проти сьогунату. Під час повстання в Сацумі командував полком. У японсько-китайській війні 1894—1895 років командував дивізією і особливо відзначився у битві за Вейхай. 1903 року призначений членом Імператорської Військової ради.
Під час російсько-японської війни командував японською 1-ю армією. Висадивши свої війська в Чемульпо в середині лютого 1904 року, Курокі зайняв Корею і змусив відступити російський загін у битві на річці Ялу. Брав участь у боях під Ляояном, на річці Шахе і під Мукденом. Під час війни біля Курокі перебував британський військовий агент сер Ян Стендіш Монте Гамільтон, який пізніше написав мемуари про ці події під назвою «Нотатки штабного офіцера під час російсько-японської війни».
1 квітня 1906 року Курокі одержав титул дансяку (яп.男爵, барон). 1909 року подав у відставку. У тому ж році йому був подарований титул хакусяку (яп. 伯爵, граф).
Курокі Тамемото помер 3 лютого 1923 року в Токіо.
Нагороди
- Орден Вранішнього сонця з квітами павлонії (1 квітня 1906)
- Орден Вранішнього сонця 1-го ступеня (30 травня 1905)
- Орден Золотого шуліки 1-го ступеня (1 квітня 1906)
- Орден Святих Михайла і Георгія, великий хрест (Велика Британія 20 лютого 1906)